# Peoria Pirates
Die Peoria Pirates waren ein Arena-Football-Team aus Peoria, Illinois, das zuletzt in der af2 gespielt hat. Ihre Heimspiele trugen die Pirates in der Carver Arena aus.

## Geschichte
Die Pirates wurden 1999 gegründet und nahmen den Spielbetrieb in der Indoor Football League (IFL) auf. Im Jahr 2000 gewannen sie den Indoor Bowl Championship. Im Jahr 2002 gewannen sie ihren zweiten und letzten Titel, den ArenaCup in der af2.
Als die af2 2009 den Betrieb einstellte, lösten sich die Pirates ebenfalls auf.

## Saison 1999–2000 (Indoor Football League)
Die Pirates starteten 1999 in der IFL und erreichten gleich in ihrer ersten Spielzeit das GoldCup-Finale, verloren dies allerdings gegen die Green Bay Bombers mit 63:60.
Im Folgejahr 2000 blieb man komplett ungeschlagen, erreichte 14 Siege zu 0 Niederlagen in der Hauptrunde und krönten sich zum GoldenCup gegen die Bismarck Blaze mit 69:42.
Die IFL löste sich nach der Saison auf und die Pirates wechselten in die af2.

## Saison 2001–2004 (af2)
Die vier Spielzeiten in der af2 waren wechselhaft. Nachdem die Pirates 2001 und 2003 jeweils die Playoffs verpassten, gewannen sie 2002 den ArenaCup mit 65:47 gegen die Florida Firecats. Auch 2004 zog man in das Finale ein. Finalgegner waren erneut die Florida Firecats, die sich für die Niederlage 2002 revanchierten und mit 26:39 triumphierten.
Nach der Niederlage wurde bekannt, dass die Pirates zur neuen Saison und unter neuem Namen, den Peoria Rough Riders, an der United Indoor Football (UIF) teilnehmen werden.

## Saison 2005–2006 (United Indoor Football)
Die beiden Spielzeiten liefen für die Peoria Rough Riders alles andere als erfolgreich. Während man das erste Jahr immerhin mit 6 Siegen und 9 Niederlagen abschloss, endete die zweite mit 0 zu 15. beide Male verpasste man die Playoffs.
Nach der Spielzeit lösten sich die Rough Raiders auf und teilten mit, dass man in der Saison 2007 keiner Indoor Liga beitreten werde.

## Saison 2008–2009 (af2)
Zur Saison 2008 konnte man schließlich erneut in der af2 unter altem Namen und Logo teilnehmen.
Mit 4–12 Siegen und 5:11 Siegen konnten die Pirates aber nicht an ihre alte Form anknüpfen und erreichte beide Male nicht die Playoffrunden.
Nach der Saison 2009 wurde die af2 aufgelöst. Die Pirates legten ihren Spielbetrieb ebenfalls nieder.
2010 wurde über eine Aufnahme in der Indoor Football League (IFL) diskutiert, eine Teilnahme wurde aber bis heute nicht realisiert.

## Zuschauerentwicklung
| Jahr | Zuschauerdurchschnitt |
| ---- | --------------------- |
| 1999 | n/a                   |
| 2000 | n/a                   |
| 2001 | 7.559                 |
| 2002 | 6.750                 |
| 2003 | 5.821                 |
| 2004 | 4.552                 |
| 2005 | n/a                   |
| 2006 | n/a                   |
| 2007 | Nicht gespielt        |
| 2008 | 3.165                 |
| 2009 | 3.187                 |

## Stadion
Die Pirates spielten in ihrer kompletten Historie im Peoria Civic Center. Die Arena bietet Platz für 9.919 Zuschauer bei Indoor Football Spielen.
Das Stadion wird von anderen unterklassigen Sportteams aus Peoria bis heute mitbenutzt.